# Prunevirus
Genre
Espèces de rang inférieur
- espèce-type : Apricot vein clearing associated virus

Prunevirus est un genre de virus de la famille des Betaflexiviridae, sous-famille des Trivirinae, qui comprend trois espèces acceptées par l'ICTV, dont l'espèce-type, Apricot vein clearing associated virus. Ce sont des virus à ARN à simple brin de polarité positive, rattachés au groupe IV de la classification Baltimore. 
Le génome est monopartite. Les virions sont des particules filamenteuses, très flexueuses.
Ces virus infectent  diverses espèces d'angiospermes (phytovirus), leur gamme d'hôte étant limitée au genre Prunus. On ne leur connaît aucun vecteur biologique. 

## Étymologie
Le nom générique, « Prunevirus », dérive de Prunus, genre de Rosaceae auquel appartiennent la plupart des plantes-hôtes de ces virus.

## Structure
Les virions sont des particules non-envelopées, flexueuses, filamenteuses, de 960 nm de long et 12 nm de diamètre.
Le génome, monopartite, est constitué d'une molécule d'ARN à simple brin de polarité positive, linéaire, de 8,7 kb. L'extémité 5' est coiffée et l'extrémité 3' est polyadénylée. Cet ARN compte quatre ORF (cadres de lecture ouverts).

## Liste des espèces et non-classés
Selon NCBI (14 février 2021) :
- Actinidia seed borne latent virus
- Apricot vein clearing associated virus
- Caucasus prunus virus
- non-classés
  - Karelinia prunevirus A